# Magdalena Wójcik (aktorka)
Magdalena Wójcik (ur. 20 września 1969 w Warszawie) – polska aktorka.

## Życiorys

### Rodzina i edukacja
Jej rodzice tańczyli w Państwowym Zespole Ludowym Pieśni i Tańca „Mazowsze”. Z powodu częstych wyjazdów rodziców na występy zagraniczne była wychowywana przez ciotki i opiekunki. Ma młodszego brata.
Gdy miała 19 lat, została absolwentką Państwowej Szkoły Baletowej w Warszawie. W 1992 ukończyła warszawską PWST.

### Kariera zawodowa
Występowała w musicalu Janusza Józefowicza Metro. Od 1992 regularnie występuje w spektaklach Teatru Telewizji. W 1992 za rolę Gerdy w spektaklu Pelikan Augusta Strindberga otrzymała nagrodę na X Ogólnopolskim Przeglądzie Spektakli Dyplomowych Szkół Teatralnych w Łodzi. W tym samym roku została aktorką Teatru Ateneum im. Stefana Jaracza w Warszawie. W 1993 została uhonorowana nagrodą dla młodej aktorki na XVII Ogólnopolskich Konfrontacjach Teatralnych Klasyka Polska za rolę Amelii w Mazepie Juliusza Słowackiego w reżyserii Gustawa Holoubka. Współpracuje ze stołecznym Teatrem Syrena.

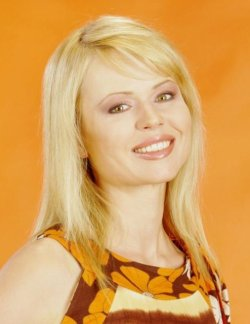
Magdalena Wójcik, 2008

Na wielkim ekranie debiutowała w 1984 epizodyczną rolą Marianeczki w polsko-bułgarskim filmie Przeklęte oko proroka. W 1985 zagrała jedną z głównych ról (Zuzy) w filmie Andrzeja Wajdy Kronika wypadków miłosnych (1986). Następnie zagrała Hankę, miłość Franka Rakoczego (Jacek Chmielnik) w Kolorach kochania (1988), Lusię Drukowską w Schodami w górę, schodami w dół (1989), Agnieszkę w V.I.P. (1991) czy Agatę w Kawalerskim życiu na obczyźnie (1993). Zagrała również główne role w filmie Jerzego Kawalerowicza Za co? (1995) i w albańsko-rosyjskiej produkcji Alberta Mingi Porta Eva (2000). Następnie pojawiła się w roli Natalii, byłej partnerki Tomasza Adamczyka (Marek Kondrat) w kinowej produkcji Pieniądze to nie wszystko (2001) i Doroty w filmie RajUstopy (2005).
Zagrała Magdę w dwóch odcinkach serialu Żuraw i czapla (1988). Rozpoznawalność przyniosły jej serialowe role: Tekli Skarbek w Sukcesie (1995), Gosi Lejczer w Domu (1996), Anety Czystej w serialu TVP2 Złotopolscy (2000–2004), Klary Zalapskiej w serialu Polsatu Kocham Klarę (2001–2002), Lilki Gawlik w serialu TVP2 Codzienna 2 m. 3 (2006–2007), Marty w serialu Polsatu Na kocią łapę (2008) i Łucji w serialu Polsatu Pierwsza miłość (2013–2014). Od 2013 odgrywa postać Beaty Boreckiej w serialu TVP1 Klan.
Wzięła udział w sesji dla miesięcznika „Playboy” (wrzesień 2004). Była uczestniczką czwartej edycji programu rozrywkowego TVN Taniec z gwiazdami (2006) i prowadzącą programu Polsat Café Jem i chudnę. Prowadziła warsztaty z młodymi kabareciarzami w ramach programu Stand up. Zabij mnie śmiechem.

## Życie prywatne
W latach 1997–2005 była żoną właściciela firmy public relations Michała Zielińskiego, z którym ma syna Mikołaja (ur. 1997).

## Filmografia
- 2025: Wzgórze psów (jako burmistrzyni)
- od 2023: Teściowie (jako Brygida)
- od 2013: Klan (jako Beata Borecka)
- 2013: Ojciec Mateusz, odc. 110 (jako Ewa Banach)
- 2013–2014: Pierwsza miłość (jako Łucja, matka Nikoli)
- 2012: Reguły gry (jako Bożena, przyjaciółka Magdy)
- 2011: Na Wspólnej (jako Wanda, bibliotekarka)
- 2010: Samo życie (jako Natalia, kochanka Kacpra Szpunara)
- 2008: Na kocią łapę (jako Marta)
- 2006: Kryminalni (jako Joanna Lipska, odc. 54))
- 2005–2007: Codzienna 2 m. 3 (jako Lilka)
- 2005: M jak miłość (jako Karolina, szefowa Kamila)
- 2005: RajUstopy (jako Dorota)
- 2004: Czego się boją faceci, czyli seks w mniejszym mieście (jako Doris)
- 2004: Całkiem nowe lata miodowe (jako reporterka)
- 2001: Kameleon (jako „Blondi”, kobieta i sekretarka „Prezesa”)
- 2001: Kameleon (serial) (jako „Blondi”, kobieta i sekretarka „Prezesa”)
- 2001: Kocham Klarę (jako Klara Zalapska)
- 2001: Pieniądze to nie wszystko (jako Natalia Adamczyk, żona Tomasza)
- 2000–2004: Złotopolscy (jako Aneta Czysta)
- 1999: Porta Eva (jako Lena)
- 1998: Żona przychodzi nocą
- 1996: Dom (jako Gosia Lejczer, miłość Mietka Pocięgły)
- 1995: Ciemno (jako Karolina)
- 1995: Za co? (jako Albina)
- 1995: Sukces (jako Tekla Skarbek)
- 1994: Oczy niebieskie (jako Ania)
- 1993–1994: Zespół adwokacki (jako Agata Szymańska)
- 1993: Trzy dni aby wygrać (jako doktor Joanna Marjańska)
- 1993: Goodbye Rockefeller (jako pielęgniarka Izabella Jabłuszko)
- 1993: Skutki noszenia kapelusza w maju (jako Baśka)
- 1993: Śliczna dziewczyna (jako dziewczyna)
- 1992: Kiedy rozum śpi
- 1992: Kawalerskie życie na obczyźnie (jako Agata)
- 1992: Beltenebros (jako polska tancerka)
- 1992: Żegnaj, Rockefeller (jako Izabella Jabłuszko)
- 1991: Rozmowy kontrolowane (jako Agnieszka)
- 1991: Ferdydurke (jako służąca)
- 1991: V.I.P. (jako Agnieszka)
- 1990: Pas de deux (jako Natalia)
- 1988: Schodami w górę, schodami w dół (jako Lusia Drukowska)
- 1988: Kolory kochania (jako Hanka)
- 1986: Kronika wypadków miłosnych (jako Zuza)
- 1986: Życie wewnętrzne (jako dziewczyna z psem)
- 1985: Oko proroka czyli Hanusz Bystry i jego przygody (jako Marianeczka, odc. 5)
- 1985: Żuraw i czapla (jako Magda)
- 1984: Przeklęte oko proroka (jako Marianeczka)

## Role teatralne
- Interes życia, reż. Tomasz Dutkiewicz, Teatr Komedia w Warszawie
- Morderstwo w hotelu, reż. Jerzy Bończak, 2011, Teatr Capitol w Warszawie[6][7]
- Gra miłości i przypadku, reż. Gustaw Holoubek, 2002

## Polski dubbing
- 2018: Ant-Man i Osa (jako Janet Van Dyne)
- 2012: Pokłosie
- 2011: Batman: Odważni i bezwzględni (jako Batwoman)
- 2010: Brygada (jako Bianca Stonehouse)
- 2004–2008: Batman (jako detektyw Ellen Yin)
- 2004: Pani Pająkowa i jej przyjaciele ze Słonecznej Doliny
- 2004: Pamiętnik księżniczki 2: Królewskie zaręczyny (jako Charlotte)
- 2004: W 80 dni dookoła świata (jako generał Fang)
- 2004: Iniemamocni
- 2003: Looney Tunes znowu w akcji (jako Dusty Tails)
- 2003–2004: Sabrina (jako Ciotka Zelda)
- 2002–2003: Ozzy i Drix
- 2002: Asterix i Obelix: Misja Kleopatra (jako Kleopatra)
- 2002: Tristan i Izolda (jako Izolda)
- 2001: Słoneczna włócznia
- 1999: Król sokołów (jako Formina)
- 1998–2001: Histeria
- 1998: Dawno temu w trawie (jako księżniczka Ata)
- 1996: Szczęśliwy dzień
- 1995: Rob Roy (jako Becky)
- 1993: Goofy i inni (jako Pegg)